# Prirodoslovno-matematična fakulteta v Beogradu
Prirodoslovno-matematična fakulteta v Beogradu, (izvirno srbsko Природно-математички факултет Универзитета у Београду, latinizirano: Prirodno-matematički fakultet Univerziteta u Beogradu) je nekdanja fakulteta Univerze v Beogradu.
Fakulteta je nastala leta 1947 z razdelitvijo Filozofske fakultete na Filozofsko fakulteto in Prirodoslovno-matematično fakulteto. Tedaj je Prirodoslovno-matematični oddelek Filozofske fakultete prerasel v samostojno fakulteto.
V začetku 1990-ih so to fakulteto sporazumno ukinili in ustanovili ločene Biološko fakulteto, Geografsko fakulteto, Matematično fakulteto, Fakulteto za fizikalno kemijo, Fakulteto za fiziko in Fakulteto za kemijo. Leta 1990 se je z reorganizacijo Prirodoslovno-matematične fakultete tedanji Oddelek za matematiko poslovno in organizacijsko osamosvojil, Matematična fakulteta pa je leta 1995 s konstituiranjem lastnih organov upravljanja in sprejetjem Statusa Fakultete dobila status samostojne ustanove v okviru Univerze v Beogradu.
Okrajšava »PMF« se v vsakdanjem govoru najpogosteje nanaša na stavbo na Študentskem trgu 12-16, v kateri je nekoč delovala Prirodoslovno-matematična fakulteta. Sedaj je stavba v lasti Fakultete za kemijo, kjer prostore najemajo inštituti in fakultete, nastale iz nekdanje PMF. Stavbo so zgradili leta 1954 po projektu arhitektov Aleksandra Sekulića in Đorđa Stefanovića. Nahaja se na mestu nekdanjega zapora »Glavnjača«, dvonadstropne stavbe iz 19. stoletja, v bližini Univerzitetnega parka.
Dekani fakultete so bili:
- Ljubiša Glišić 1947–1949
- Vukić Mićović 1949–1952
- Tadija Pejović 1952–1954
- Stojan Pavlović 1954–1956
- Simeun Simo Grozdanić 1956–1958
- Tatomir P. Anđelić 1958–1962
- Pavle Radoman 1962–1963
- Borivoje Rašajski 1964–1967